# Ditador perpétuo
Ditador perpétuo (em Latim, Dictator perpetuo), também conhecido como dictator in perpetuum ou incorretamente como dictator perpetuus, foi o cargo ocupado por Júlio César de 26 de janeiro ou 15 de fevereiro do ano de 44 a.C. até sua morte em 15 de março do mesmo ano. Ao abandonar as restrições de seu tempo, usualmente aplicada no caso da ditadura romana, César elevou sua ditadura para o campo monárquico.
Ao contrário da percepção popular, Júlio César não foi ditador por cinco anos. Ele ocupou o cargo por um curto período de 11 dias em 49 a.C. (realizando eleições como dictator comit, habend ou como dictator rei gerundae causa) e novamente nos anos de 48/47 a.C. Em 46 a.C., César foi eleito ditador pelos próximos dez anos. Em algum ponto entre janeiro e fevereiro de 44 a.C., ele foi nomeado dictator perpetuo, mas foi assassinado dentro de dois meses depois (nos Idos de Março).
Dictator perpetuo é muitas vezes mal referido como "ditador para vida", o que ignora o fato de que o título não implicaria que César nunca poderia renunciá-lo. Weinstock argumenta que a ditadura perpétua era parte dos decretos do senado sobre as honras divinas de César, bem como sua apoteose planejada como Divus lulius ("o Divino Júlio"), um complexo de honra destinado a eternidade e divindade.